# Доротея Ядвіга Брауншвейг-Вольфенбюттельська
Доротея Ядвіга Брауншвейг-Вольфенбюттельська (нім. Dorothea Hedwig von Braunschweig-Wolfenbüttel, 3 або 13 лютого 1587 — 16 жовтня 1609) — брауншвейзька принцеса з дому Вельфів, старша донька герцога Брауншвейг-Люнебургу та Брауншвейг-Вольфенбюттеля Генріха Юлія й саксонської принцеси Доротеї, дружина князя Ангальт-Цербстського Рудольфа.

## Біографія
З'явилась на світ 3 або 13 лютого 1587 року у Вольфенбюттелі єдиною дитиною спадкоємного принца Брауншвейг-Люнебургу та Брауншвейг-Вольфенбюттелю Генріха Юлія та його першої дружини Доротеї Саксонської на другий рік їхнього спільного життя. Матір померла при пологах або за кілька днів після них.
У травні 1589 року батько став правлячим герцогом Брауншвейг-Люнебургу та князем Брауншвейг-Вольфенбюттеля. За кілька місяців після цього він одружився вдруге із юною данською принцесою Єлизаветою. Від цього союзу Доротея Ядвіга мала кількох єдинокровних братів і сестер. Протягом її життя на батьківщині народилися Фрідріх Ульріх, Софія Ядвіга, Єлизавета, Ядвіга, Доротея, Генріх Юлій, Крістіан та Рудольф. Мешкало сімейство у замку Вольфенбюттель.
Князь Генріх Юлій був одним з найосвіченіших монархів свого часу: знав кілька європейських мов, був чудовим юристом, архітектором та драматургом. Разом з тим, його правління стало відомим через розквіт полювання на відьом.
У 18 років Доротея Ядвіга була видана в шлюб з 29-річним правлячим князем Ангальт-Цербсту Рудольфом. Весілля пройшло 29 грудня 1605 у Вольфенбюттелі. Резиденцією пари слугував Цербст.
У шлюбі народила чотирьох доньок, з яких живими були двоє.
Померла, народжуючи молодшу доньку, яка з'явилась на світ за годину після її смерті. Княгиня була похована у кірсі Святого Варфоломія у Цербсті.
Її девізом було: «Страх Бога є початком мудрості» (нім. «Die Furcht des Herrn ist der Weisheit Anfang»).

## Родина

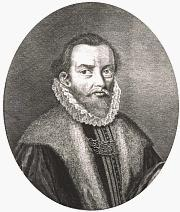
Портрет Рудольфа близько 1610 року

Чоловік —  Рудольф, князь Ангальт-Цербстський
Діти:
- Доротея (1607—1634) — дружина герцога Брауншвейга-Вольфенбюттеля Августа, мала п'ятеро дітей;
- Елеонора (1608—1680) — дружина герцога Шлезвіг-Гольштейн-Зондербург-Норбургу Фредеріка, мала п'ятеро дітей.